# Česko-vietnamské vztahy
Česko-vietnamské vztahy jsou zahraniční vztahy mezi Českem a Vietnamem.

## Dějiny

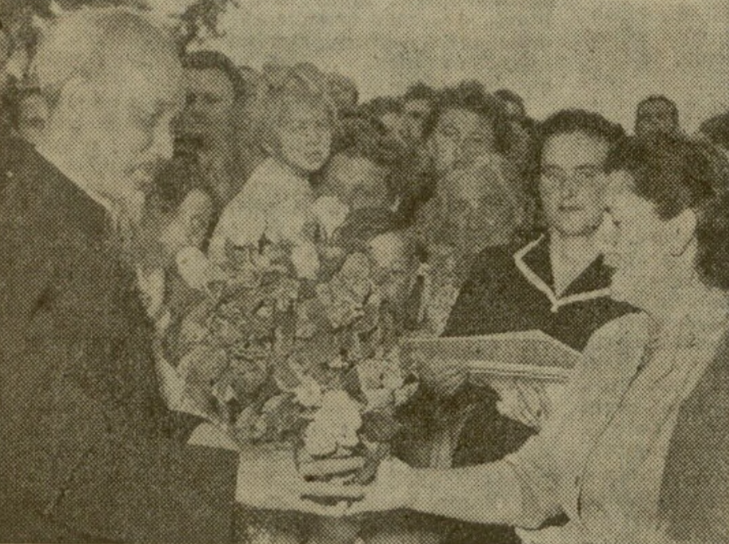
Předsedkyně MNV v Lidicích L. Prošková odevzdává prezidentu Ho Či Minovi kytici růží ze Sadu přátelství a míru (Hlas revoluce, 1. srpna 1957)

Diplomatické styky mezi Československem a Vietnamem byly navázány 2. února 1950.

## Migrace

### Vietnamská komunita v Česku
V roce 2021 žilo v Česku 64 808 vietnamských občanů s povolením k pobytu, což z nich dělá jednu z největších imigrantských skupin v zemi a největší mimoevropskou skupinu.

### Česká komunita ve Vietnamu
Vietnam nesdělil počty cizích státních příslušníků podle zemí žijících ve Vietnamu při sčítání lidu v roce 2019 (celkem uvedl pouze 3 553 cizinců). Zahraniční výbor PČR v roce 2011 uvedl, že „česká komunita ve Vietnamu dosud neexistuje“.
V září 2021 se očkování proti covidu-19 českých občanů žijících ve Vietnamu, organizovaného Velvyslanectvím ČR v Hanoji, zúčastnilo „téměř 400“ osob.

## Obchod a ekonomika
Od roku 2015 se do Česka z Vietnamu dováží mořské plody a farmářské produkty, jako je káva, čaj a pepř. Z Česka se do Vietnamu dováží průmyslové zboží, petrochemická zařízení a energie.
Jednou z úspěšných českých společností ve Vietnamu je Home Credit.

## Diplomatické mise

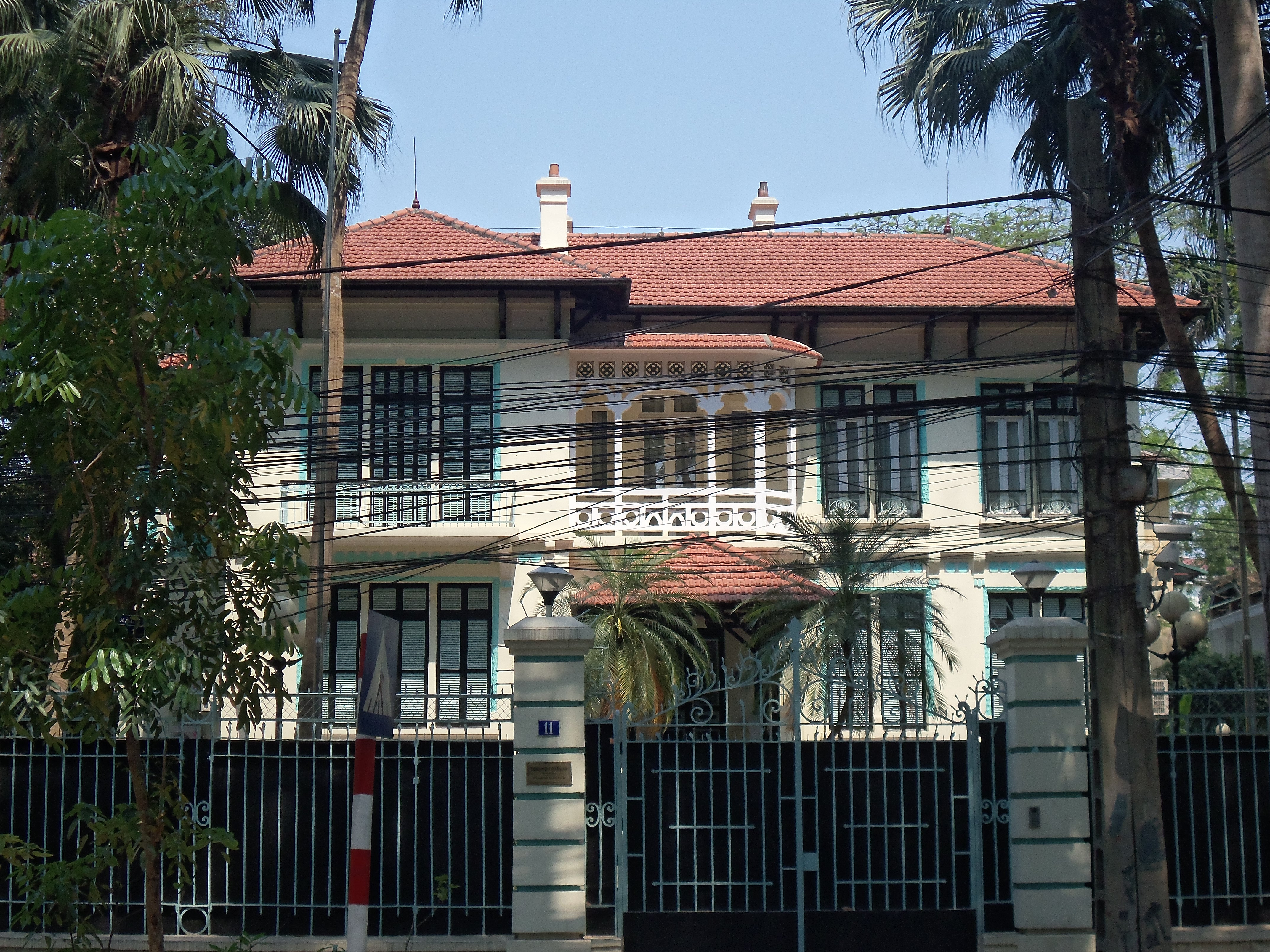
Česká ambasáda v Hanoji

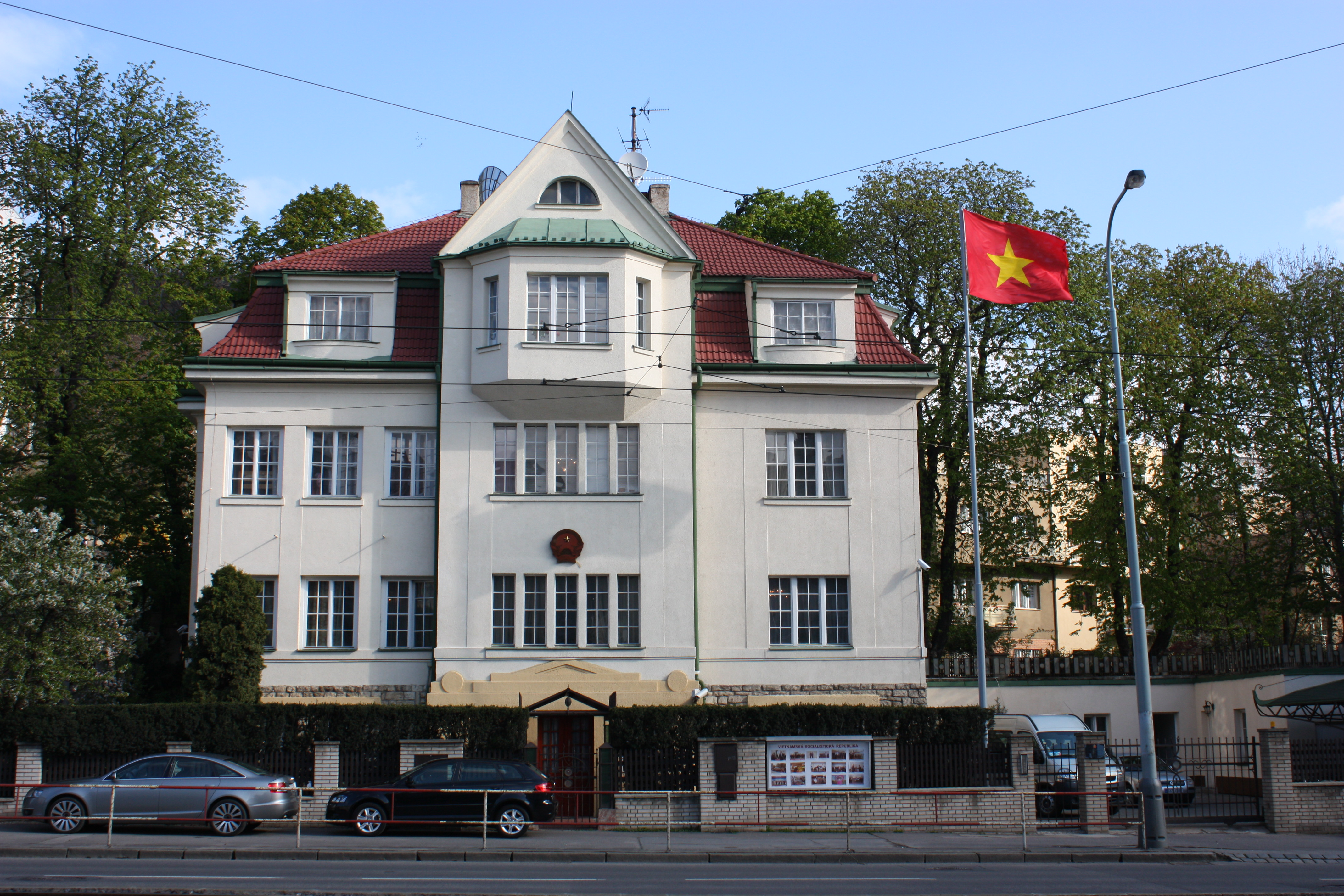
Vietnamská ambasáda v Praze

- Česká ambasáda v HanojiVietnamská ambasáda v PrazeČesko má velvyslanectví v Hanoji. V Ho Či Minově Městě a v Haiphongu jsou honorární konzuláty.
- Vietnam má ambasádu v Praze.